# Julio César Suazo
Julio César Suazo Bernárdez (5 de outubro de 1978) é um ex-futebolista profissional hondurenho que atuava como defensor.

## Carreira
Julio César Suazo fez parte do elenco da Seleção Hondurenha de Futebol nas Olimpíadas de 2000.